# Candidiopotamon kumejimense
Candidiopotamon kumejimense е вид десетоног ракообразен организъм от семейство Potamidae. Видът не е застрашен от изчезване.

## Разпространение
Разпространен е в Япония (Рюкю).